# Peter Becker (Historiker)

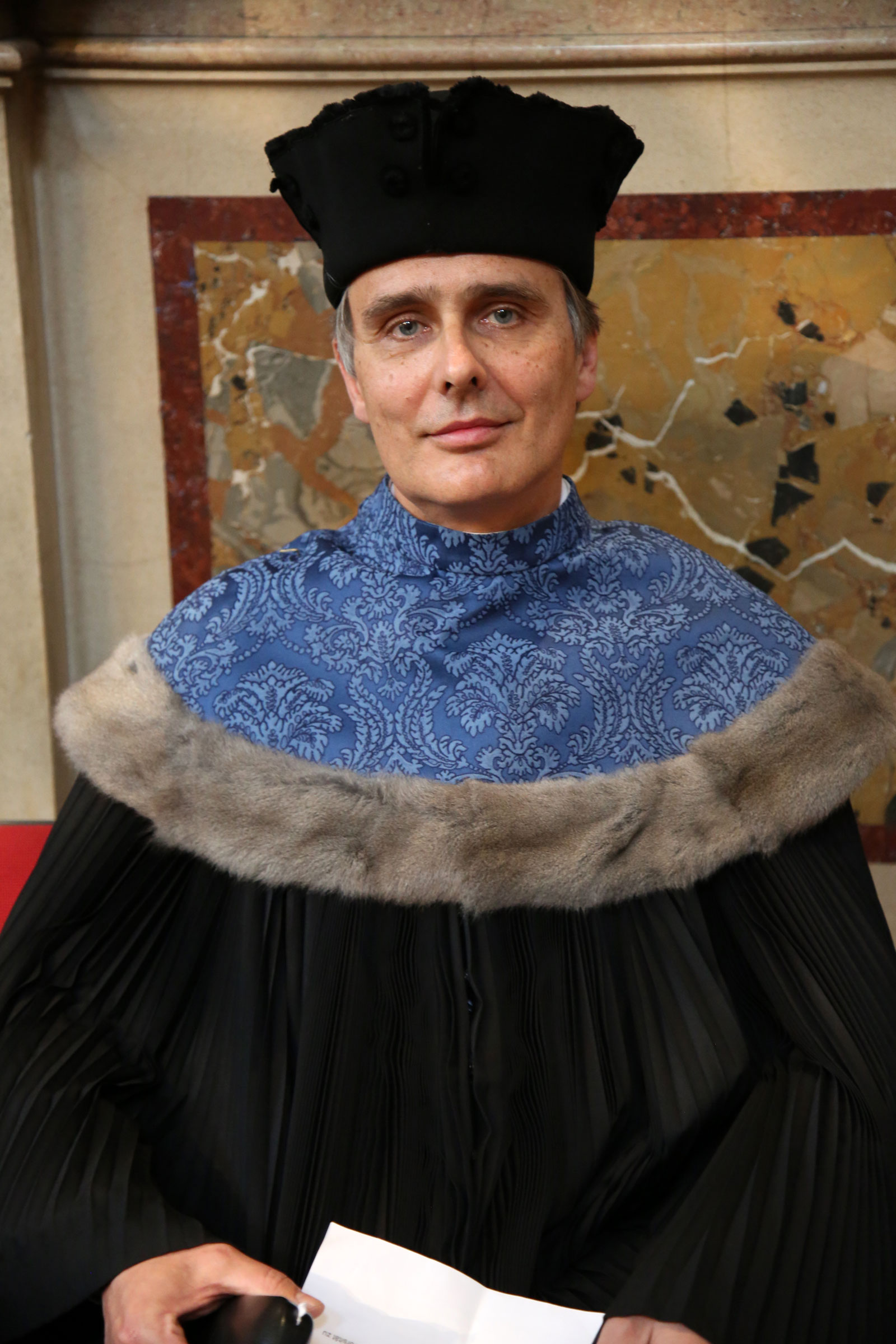
Peter Becker (2015)

Peter Becker (* 8. Juni 1962 in Ried im Innkreis) ist ein österreichischer Historiker, der, in enger Kooperation mit dem Institut für Österreichische Geschichtsforschung in Wien, als Universitätsprofessor für Österreichische Geschichte im 19. und 20. Jahrhundert an der Universität Wien tätig ist. Zudem forscht und publiziert er zur Geschichte von Kriminalistik und Kriminologie.

## Werdegang
Nach dem Studium von Geschichte, Soziologie und Kunstgeschichte an der Universität Graz wurde er 1988 ebendort als Historiker promoviert. Danach war er als wissenschaftlicher Mitarbeiter am Max-Planck-Institut für Geschichte in Göttingen und am Deutschen Historischen Institut Washington tätig. An der Universität Göttingen habilitierte er sich 2000 mit einer Arbeit zur Geschichte der Kriminologie.
Von 1997 bis 2005 wirkte Becker als Professor für Central European History am Europäischen Hochschulinstitut in Florenz, von 2005 bis 2009 war er Vertretungsprofessor für Neuere Geschichte und Zeitgeschichte an der Universität Linz. Danach lehrte er an der Universität Wien, die ihn 2014 als Universitätsprofessor berief, und seit 2014 am Institut für Österreichische Geschichtsforschung. Er war auch Gastprofessor an der Deutschen Hochschule für Verwaltungswissenschaften Speyer.

## Schriften (Auswahl)
- als Herausgeber: Sprachvollzug im Amt. Kommunikation und Verwaltung im Europa des 19. und 20. Jahrhunderts. Transcript, Bielefeld 2011, ISBN 978-3-8376-1007-9.
- als Herausgeber mit Rüdiger von Krosigk: Figures of authority. Contributions towards a cultural history of governance from the seventeenth to the twentieth century. PIE Lang, Brüssel u. a. 2008, ISBN 978-90-5201-429-6.
- Dem Täter auf der Spur. Eine Geschichte der Kriminalistik. Primus, Darmstadt 2005, ISBN 3-89678-275-4.
- Verderbnis und Entartung. Eine Geschichte der Kriminologie des 19. Jahrhunderts als Diskurs und Praxis (= Veröffentlichungen des Max-Planck-Instituts für Geschichte. 176). Vandenhoeck & Ruprecht, Göttingen 2002, ISBN 3-525-35172-0.
- Leben und Lieben in einem kalten Land. Sexualität im Spannungsfeld von Ökonomie und Demographie. Das Beispiel St. Lambrecht 1600–1850 (= Studien zur historischen Sozialwissenschaft. 15). Frankfurt am Main u. a. 1990, ISBN 3-593-34208-1 (Teilweise zugleich: Graz, Universität, Dissertation, 1988: Voreheliche Sexualität und Heiratsverhalten im Gebiet der Abtei St. Lambrecht 1600–1849).